# ボスが来た
ボスが来た（ボスがきた、Boss key）とは、パソコンソフト（主にPCゲームなど）に搭載されている機能で、特定のキーを押すなどの決められたコマンドを入力することで、瞬時に「仕事をしているような画面」（パニック画面とも呼ばれる）を表示するものである。パニックモード、ステルススイッチ、ボスボタンなど様々な呼称がある。
主にPC-98上のMS-DOSで動作したフリーソフトの多くに搭載されていた。

## 目的
職場などの私用に使うべきでないパソコンで主に仕事中にゲームなどをプレイしている最中、または自宅でアダルトゲームをプレイしている最中、あるいは名前のとおりボス（上司、自宅では両親など）が来た際に「仕事中のような画面」（オフィススイートを模した画面など）を表示し、まるで仕事をしているかのように見せかけるために使われる。この機能を搭載しているほとんどのソフトは、キーボードの特定のキーを押すことでパニック画面が表示される。
パニック画面には、DOSのDIRコマンドの表示結果をテキストとして表示するものから、「大量のデータをソート中。キーを押さないでください」といったデータベースを模した画面を表示するもの、当時広く使われていたテキストエディタであるVZエディタやMIFESの画面を表示するような凝ったものまである。ユーザーが任意の画面を組み込むことができるなど、高機能なパニック画面を持ったものもあった。
「ボスが来た」機能が広まった理由は、1980年代から1990年代にかけてのOSはシングルタスクが主流で、ゲーム用で用いるにはグラフィックの処理能力が極めて低く、アプリケーションの終了処理・切り替え・再起動に時間を要したためであり、瞬時の偽装を実現するために各々のアプリケーション側で「ボスが来た」機能を実装する必要があった。

## コンシューマーゲームでの類似機能
パソコンソフト以外に搭載されているものもあり、PCエンジン用脱衣麻雀ソフト『麻雀学園 東間宗四郎登場』では、コンシューマーゲームとしては珍しく、パニックモードとしてRPG風の画面を備えていた。また、PlayStation 2用ソフト『アルトネリコ2 世界に響く少女たちの創造詩』にも「ママキタボタン」という名前で搭載されている（コンシューマーゲームの規制ギリギリなシーンがあるため）。なお、その続編『アルトネリコ3 世界終焉の引鉄は少女の詩が弾く』においても「オヤキタボタン」という名前で引き続き搭載された。Xbox 360用ソフト『ぎゃる☆がん』では「ママキタ（ヨメキタ）画面」として、Nintendo Switch用ソフト『すすめ!! まもって騎士 姫の突撃セレナーデ』では「ピンチ機能」として搭載されている。

## 現状
近年、WindowsをはじめとするOSのほとんどがマルチタスクであり、Microsoft Windows 95からWindows 10までではタスクバー（またはタスクトレイ）に実行中のアプリケーションがまとめて表示されるため、他のアプリケーションに瞬間的に切り替えることが容易であるが、わざわざ「ボスが来た」機能を追加しなくてもタスクの切り替えで同様の効果を得られるため、ソフト単位でこの機能を搭載しているものは非常に少なく、搭載していたとしてもある種のジョーク的な意味合いのものである。
しかし、ボスからの緊急回避というニーズは根強いためか、常駐することでキー押下やマウスジェスチャーで「ボスが来た」機能を実現するソフトが、フリーウェアなどでリリースされている。また、USB接続のハードウェア式「ボスが来た」ボタンも、数社から発売されている。
上記のほか、ウィンドウの一部を乗っ取るWebブラウザ、 最小化状態に移行すると見た目をメモ帳などに偽装するゲームなど、ボスにゲームソフトと見破られないような対策が施されているソフトが存在する。